# الفرعة (البيضاء)
الفرعة هي إحدى قرى الجمهورية اليمنية. وهي تتبع جغرافيًا لمحافظة البيضاء. وإداريًا لمديرية الصومعة. يبلغ تعداد سكانها 1083 نسمة حسب الإحصاء الذي جرى عام 2004.